# Dottrina Nixon
La dottrina Nixon nota anche come dottrina di Guam e detta anche vietnamizzazione, venne presentata durante una conferenza stampa a Guam il 25 luglio 1969 dal presidente degli Stati Uniti Richard Nixon e successivamente formalizzata nel suo discorso sulla guerra del Vietnam il 3 novembre 1969.. Fu la strategia di politica estera, in particolare riguardante la posizione degli Stati uniti nella guerra del Vietnam, elaborata dal neo presidente Richard Nixon (eletto alla Casa Bianca nel 1968) e dal suo consigliere Henry Kissinger.
La nuova politica americana in Indocina consisteva in pratica in un progressivo disimpegno diretto ma accompagnato da un potenziamento delle capacità e della solidità dell'apparato governativo e militare del Vietnam del Sud che avrebbe dovuto permettere allo stato filo-americano di sopravvivere evitando una umiliante sconfitta politico-militare degli Stati Uniti. Questa politica ottenne alcuni risultati concreti ma in pratica si concluse con un totale fallimento: dopo le dimissioni di Nixon e il completo ritiro americano, il governo e l'esercito del Vietnam del Sud si indebolirono rapidamente e l'offensiva generale del Vietnam del Nord e dei Viet Cong nella primavera 1975 si sviluppò vittoriosamente fino alla caduta di Saigon il 30 aprile 1975.

## Obiettivi
La dottrina prevedeva il progressivo disimpegno delle forze armate statunitensi dal conflitto vietnamita, che nel pieno dell'escalation erano arrivate ad un massimo di 500.000 uomini, a favore di un maggior impegno di forze sudvietnamite. Per questo motivo si parla a proposito della dottrina Nixon di "vietnamizzazione" del conflitto.
Questa politica di progressivo disimpegno diretto americano e di potenziamento dell'efficienza e della capacità politico-militare delle forze sudvietnamite non era completamente nuova; anche durante la guerra d'Indocina, i francesi, di fronte alle crescenti difficoltà a contrastare la resistenza Viet Minh, avevano cercato di migliorare la capacità autonome di reparti vietnamiti collaborazionisti dipendenti dalla autorità dell'imperatore Bảo Đại. I francesi definirono questa politica "ingiallimento" del conflitto (jaunissement). 
La strategia di Kissinger mirava a favorire i negoziati (iniziati nell'ottobre del '68) e la diplomazia sull'aiuto militare per pervenire ad una soluzione del conflitto. Il negoziato di pace venne effettivamente concluso nel marzo del 1973, anche se la guerra continuò fra le forze vietnamite e si concluse solo il 30 aprile 1975 con la caduta di Saigon (capitale del Vietnam del Sud) nelle mani delle forze comuniste Viet Cong.

## Analisi
La scelta del disimpegno intrapresa da Nixon era dovuto in primo luogo all'evidente incapacità del grande corpo di spedizione inviato in Vietnam di ottenere successi decisivi e concludere la guerra in tempi prevedibili; concorse sicuramente alla decisione di Nixon anche la crescente pressione dell'opinione pubblica e dei movimenti pacifisti che criticavano aspramente l'intervento americano in Vietnam ritenuto immorale e brutalmente imperialista, anche se inizialmente la stessa opinione pubblica si era mostrata favorevole.
La situazione era sfuggita di mano agli Stati Uniti negli anni dell'escalation intrapresa dal presidente Lyndon B. Johnson; le continue missioni di "ricerca e distruzione" condotte per tre anni consecutivi dalle truppe americane non riuscirono a indebolire i guerriglieri vietcong e le truppe regolari del Vietnam del Nord che, supportate dal crescente aiuto militare fornito da Unione Sovietica e Cina, continuarono a potenziare le loro forze e sferrare pericolosi attacchi in tutto il territorio del Vietnam del Sud. Quando vennero alla luce i numeri impressionanti delle perdite umane subite dagli Stati Uniti, l'opinione pubblica si schierò nettamente contro la guerra.
Altro motivo che spinse Nixon al disimpegno furono i problemi economici che gli Stati Uniti stavano vivendo in quegli anni, infatti il bilancio statale USA risentiva pesantemente delle ingentissime spese di guerra, e il disimpegno era a quel punto una scelta economicamente obbligata.